# روض الفرج
روض الفرج هو أحد أحياء شمال القاهرة، وهو حي شعبي قديم، كان قديماً مركزاً للمسارح كما كان يطلق عليها ومنه انطلق الكثير من الفنانين الاستعراضيين والمطربين القدامى. كان روض الفرج يحتوي على سوق الخضار المركزي في القاهرة الذي كان بمثابة مركز تجميع من جميع أنحاء الجمهورية، إلا أنه تم نقله إلى مدينة العبور الجديدة. ومن الأفلام التي تم تصويرها في هذا السوق فيلم (سلام يا صاحبي) أغلبية سكانه كانوا ممن نزحوا من الريف ليكونوا بجانب السوق، ويحوي على العديد من السكان المسيحيين نظراً لقربه من حي شبرا و احتوائه على العديد من الكنائس والمدارس التبشيرية مثله مثل حي شبرا ويختص بقسم للشرطة مستقل يحمل إسمه. وبه منطقة «جزيرة بدران» و منطقة شارع أبو الفرج .

## التاريخ

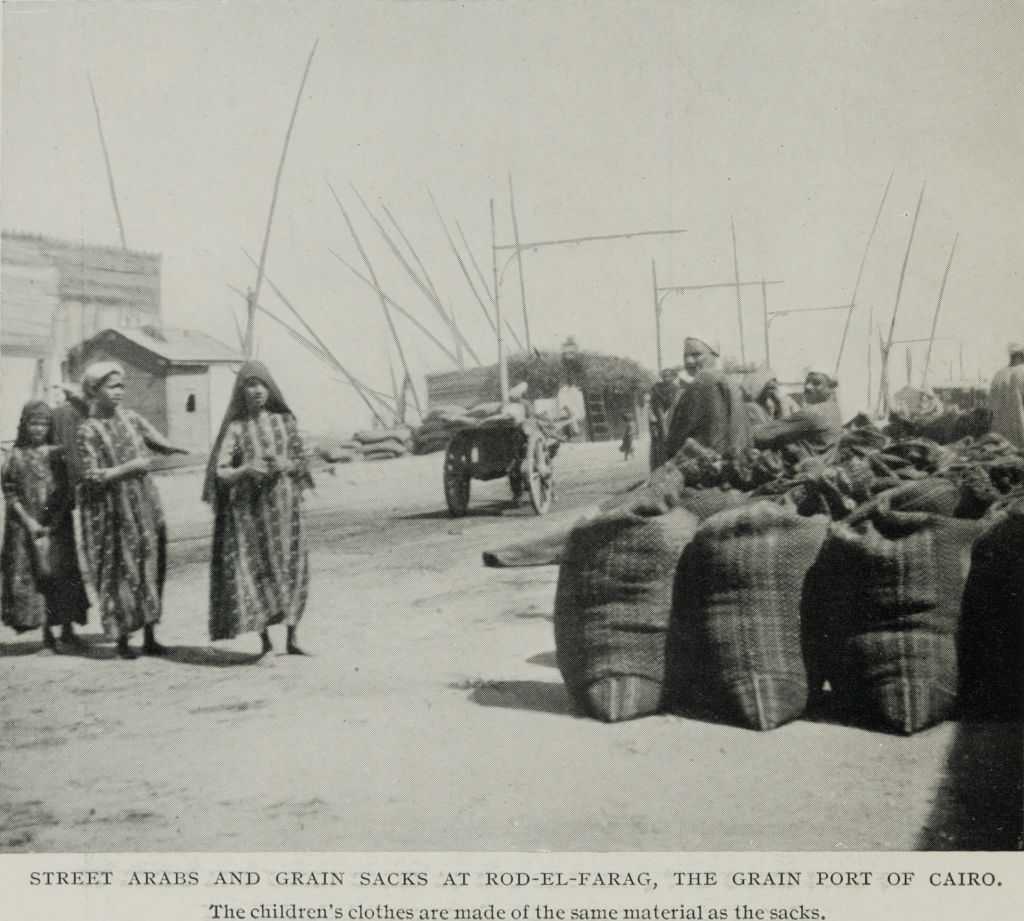
كانت روض الفرج قديمًا مرسى الغلال للقاهرة - 1911م
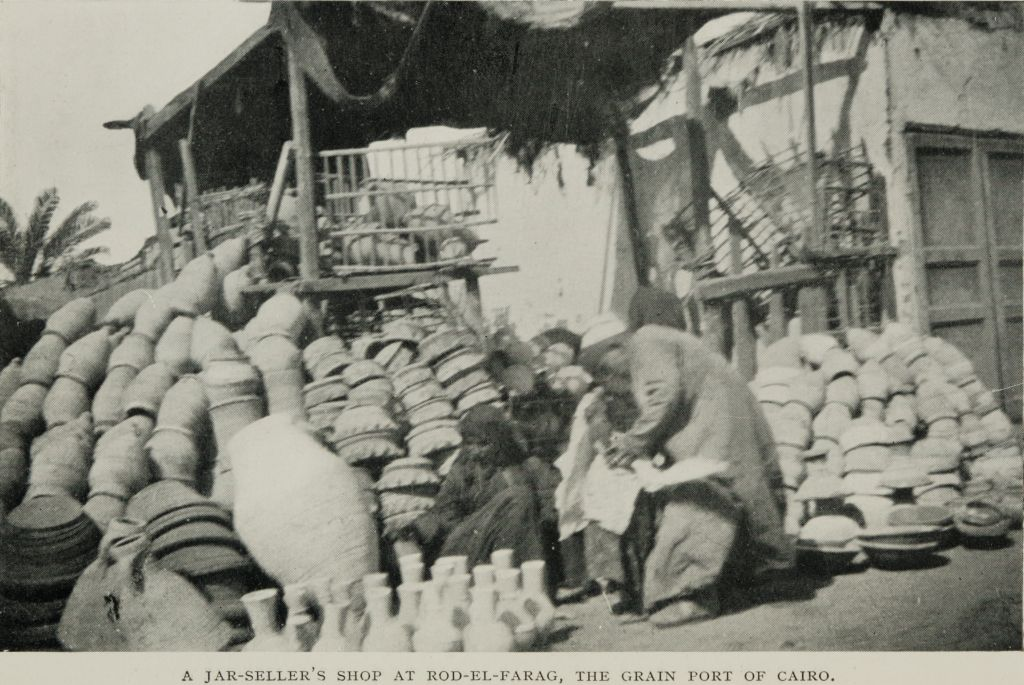
بائع برطمانات بروض الفرج 1911م
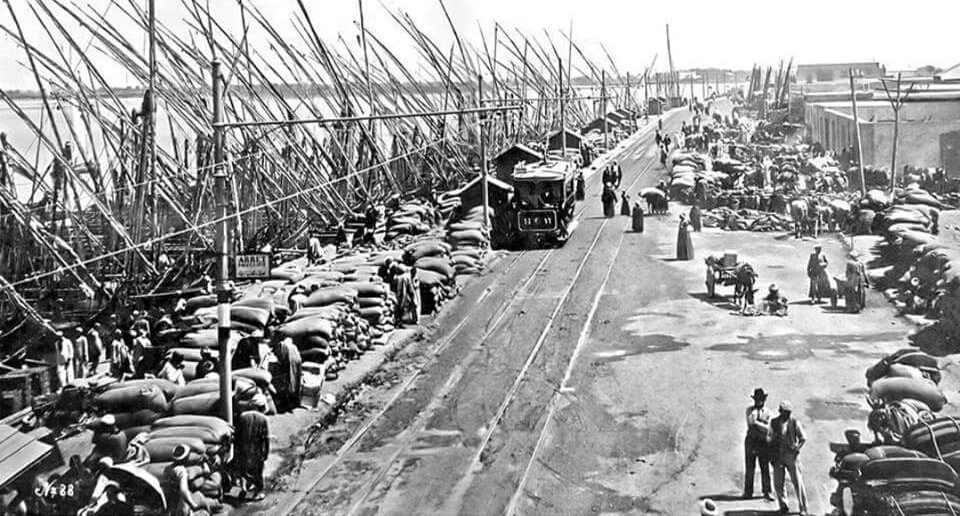
الميناء

## أعلام
- سعيد السيد بدير